# True Stories
True Stories é o sétimo álbum de estúdio da banda Talking Heads, lançado em 1986.

## Faixas
Todas as canções por David Byrne.
1. "Love for Sale" – 4:30
2. "Puzzlin' Evidence" – 5:23
3. "Hey Now" – 3:42
4. "Papa Legba" – 5:54
5. "Wild Wild Life" – 3:39
6. "Radio Head" – 3:14
7. "Dream Operator" – 4:39
8. "People Like Us" – 4:26
9. "City of Dreams" – 5:06

## Posição nas paradas musicais
| Parada (1986)                         | Melhor posição |
| ------------------------------------- | -------------- |
| Austrália (Kent Music Report)         | 2              |
| Áustria (Ö3 Austria Top 40)           | 10             |
| 16                                    |                |
| Países Baixos (Dutch Charts)          | 16             |
| Europa (Music & Media)                | 8              |
| Finlândia (Suomen virallinen lista)   | 19             |
| Alemanha (Offizielle Deutsche Charts) | 13             |
| Islândia (Tónlist)                    | 1              |
| Itália (Musica e dischi)              | 17             |
| Noruega (VG-lista)                    | 13             |
| Nova Zelândia (RMNZ)                  | 1              |
| Suécia (Sverigetopplistan)            | 5              |
| Suíça (Schweizer Hitparade)           | 11             |
| Reino Unido (Official Albums Chart)   | 7              |
| Estados Unidos (Billboard 200)        | 17             |

| Parada (1986)                 | Posição |
| ----------------------------- | ------- |
| Austrália (Kent Music Report) | 32      |
| Canadá (RPM Top Albums/CDs)   | 84      |
| Europa (Music & Media)        | 91      |
| Nova Zelândia (RMNZ)          | 17      |